# ۱۱۷۰ (خورشیدی)
۱۱۷۰ هزار و صد و هفتاد و یکمین سال هجری خورشیدی است.